# Prison de Pankrác
La prison de Pankrác (Vazební věznice Praha Pankrác [prison provisoire de Prague Pankrác]), est une prison à Prague, en Tchéquie. Faisant partie du service pénitentiaire tchèque, elle est située au sud-est du centre-ville de Prague à Pankrác, non loin de la station de métro Pražského povstání sur la ligne C. Elle sert en partie de prison pour les personnes en attente de jugement et en partie pour les détenus condamnés. Depuis 2008, des femmes y sont également incarcérées.

## Histoire
La prison a été construite de 1885 à 1889 afin de remplacer la prison obsolète de Saint-Venceslas (Svatováclavská trestnice), qui se trouvait autrefois entre la place Charles et la rivière Vltava (Moldau). Le site de la nouvelle prison était hors des limites de la ville, au milieu des champs au-dessus de la banlieue de Nusle, au moment de sa construction. Néanmoins, l'expansion de Prague a englobé la prison pendant plusieurs décennies. Au moment de son ouverture, la prison était une institution assez moderne avec chauffage central à air chaud ; les cellules d'isolement avaient de l'eau chaude. La prison avait un éclairage au gaz et sa propre usine à gaz. Elle a ouvert en 1889 sous le nom de « Prison impérial-royale pour hommes à Prague» (Ck mužská zemská trestnice v Praze).

### Période d'après-guerre
Après la guerre, de nombreuses exécutions de fonctionnaires et de collaborateurs nazis ont eu lieu dans la prison, notamment la pendaison de Karl Hermann Frank, ainsi que de Kurt Daluege, le chef SS responsable des massacres de Lidice et Ležáky. Au départ, les exécutions des nazis étaient publiques, mais cette pratique fut bientôt abandonnée,.
À la suite du coup d'État communiste de 1948, la prison de Pankrác est devenue le lieu d'exécution de la plupart des 234 prisonniers politiques exécutés en Tchécoslovaquie, y compris l'ancienne députée et dissidente anticommuniste Milada Horáková. À la suite d'une lutte de pouvoir au sein du parti, Rudolf Slánský, ancien chef du parti communiste tchécoslovaque et l'un des créateurs et organisateurs du coup d'État de 1948 y a également été tué.
Depuis 1954, la prison était le seul endroit des terres tchèques où des peines capitales étaient exécutées (peu d'exécutions ayant eu lieu entre 1968 et 1989 à Bratislava, en ce qui concerne la partie slovaque de la fédération d'alors).

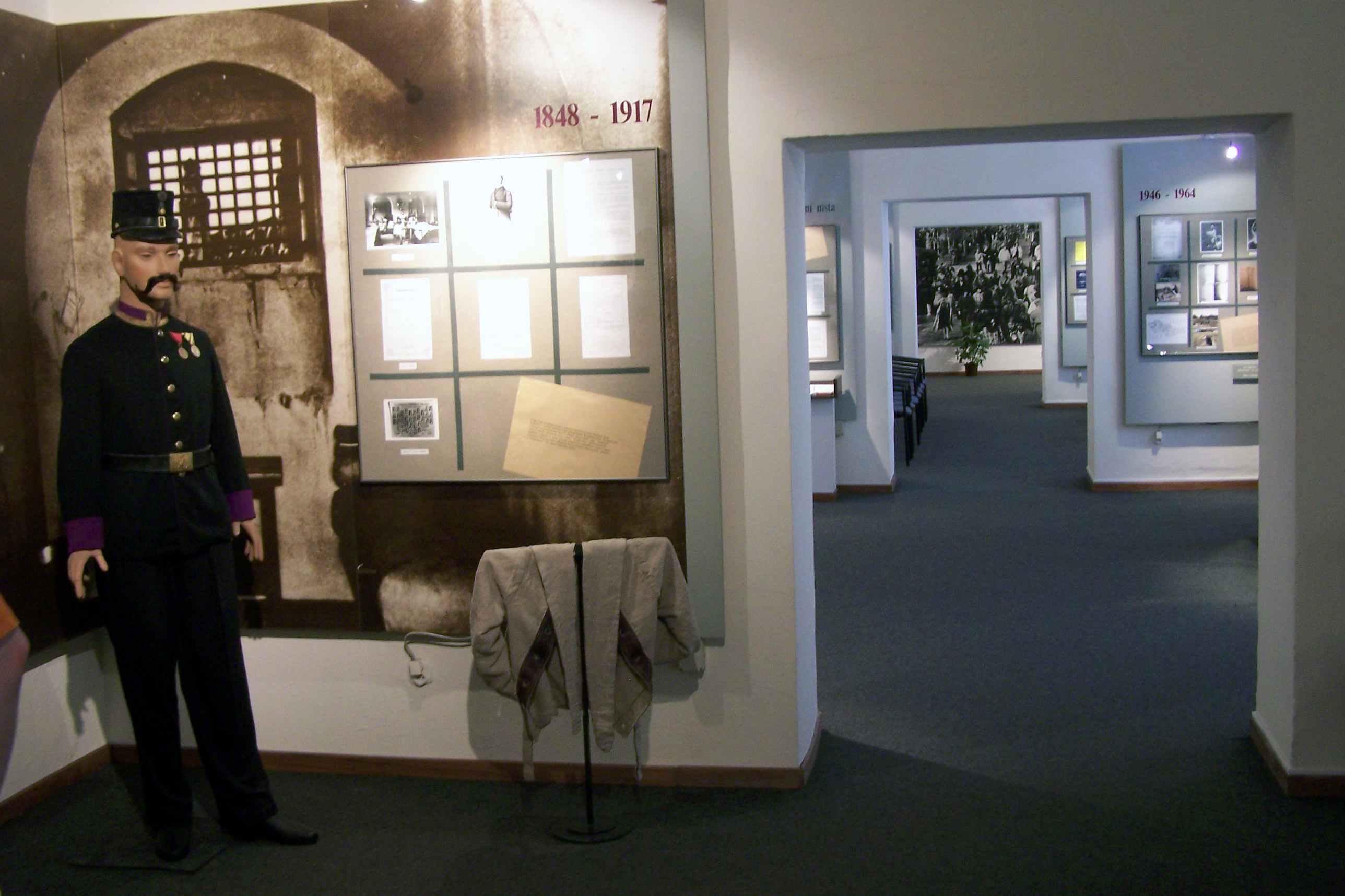
L'exposition historique à la prison, non accessible au grand public.

## Quelques personnes emprisonnées ou exécutées à Pankrác
Résistance anti-nazie :
- Josef Bílý
- Alois Eliáš
- Vladislav Vančura
- Julius Fučík
- Kamil Krofta
- Anna Letenská
- František R. Kraus
- Rudolf Karel
- Rudolf Mareš
- Deux membres des Trois Rois
- Radovan Richta

Autres victimes politiques des persécutions nazies allemandes :  
- Josef Beran
- Petr Zenkl
- Norbert Čapek

Les auteurs de crimes de guerre et les collaborateurs nazis :
- Kurt Daluege
- Karl Hermann Frank
- Josef Pfitzner - exécuté à l'extérieur de la prison de Pankrác lors de la dernière exécution publique en Tchécoslovaquie
- Rudolf Jung
- Hans Krebs, général SS
- Emil Hácha
- Jan Rys-Rozsévač
- Augustin Přeučil
- Karel Čurda
- Augustin Přeučil

Victimes du communisme :
- Milada Horáková
- Zdenka Cecília Schelingová
- Záviš Kalandra
- Vladimír Clementis
- Rudolf Margolius
- Bedřich Reicin
- Rudolf Slánský
- Otto Šling
- Štěpán Trochta
- Bohumil Modrý
- Rudolf Antonín Dvorský
- Václav Vaško
- Václav Havel

Criminels notoires :  
- Václav Mrázek - tueur en série
- Marie Fikáčková - tueur en série de nouveau-nés
- Olga Hepnarová - meurtrière de masse
- Princ Dobroshi - baron de la drogue kosovar (détenu sous mandat d'arrêt international)
- Vladimír Kotrouš - ancien chef de la police municipale de Prague (condamné pour corruption)
- Roman Týc - artiste (a purgé un mois pour avoir omis de payer l'amende pour modification illégale des feux de signalisation)

Autres : 
- Ivan Olbracht - écrivain
- Géza von Cziffra - réalisateur hongrois
- Muhammad Salih - poète ouzbek et chef de l'opposition (détenu sous mandat d'arrêt international pour activités terroristes présumées)
- Hamid bin Abdal Sani - prince du Qatar (détenu en détention provisoire, condamné par un tribunal de première instance pour avoir eu des relations sexuelles avec 16 mineures et adolescentes, lors d'une procédure d'appel extradé vers le Qatar sous condition d'y être poursuivi, ce qui ne s'est jamais produit)
- Randy Blythe[4] - chanteur du groupe de heavy metal américain Lamb of God (détenu en détention provisoire sous des accusations d'homicide involontaire)